# ريتشارد براون (منافس ألعاب قوى)
ريتشارد براون (بالإنجليزية: Richard Browne)‏ هو منافس ألعاب قوى أمريكي، ولد في 9 يوليو 1991 في جاكسون في الولايات المتحدة.

## وصلات خارجية
- ريتشارد براون على موقع الاتحاد الدولي لألعاب القوى (الإنجليزية)
- ريتشارد براون على موقع اللجنة الأولمبية والبارالمبية الأمريكية (الإنجليزية)